# Final da Copa Libertadores da América de 1991
A Final da Copa Libertadores da América de 1991 foi a decisão da 32° edição da Copa Libertadores da América. Foi disputado o título entre Colo-Colo, do Chile e Olimpia, do Paraguai nos dias 29 de maio e 5 de junho. Na primeira partida, disputada no Estádio Defensores del Chaco, no Asunción, houve um empate em 0 a 0. No segundo jogo, disputada no Estádio Monumental David Arellano, no Santiago de Chile, vitória do Colo-Colo por 3 a 0. Foi a 3ª vez decisão em que nenhum dos dois clubes eram da Argentina, Brasil ou Uruguai (as outras vezes foram em 1989 e 1990), o que só iria acontecer novamente em 2016, numa final disputada entre o colombiano Atlético Nacional e o equatoriano Independiente del Valle.

## Transmissão

### No Chile
No Chile os jogos foram transmitidos ao vivo pela Canal 13, TVN,  TV Cable Intercom e Cablexpress.

### No Paraguai
No Paraguai os jogos foram transmitidos ao vivo no Nuevo Siglo Cable TV vía Canal 30 na televisão por assinatura.

## Caminho até a final
Os finalistas classificaram-se diretamente para a segunda fase do torneio, a fase de grupos, sem necessidade de passar pela primeira.

### Grupo 2
| Equipe                 | Pts | J | V | E | D | GP | GC | SG |
| ---------------------- | --- | - | - | - | - | -- | -- | -- |
| Colo-Colo              | 9   | 6 | 3 | 3 | 0 | 10 | 3  | +7 |
| LDU Quito              | 6   | 6 | 2 | 2 | 2 | 5  | 6  | -1 |
| Deportes Concepción    | 6   | 6 | 2 | 2 | 2 | 6  | 8  | -2 |
| Barcelona de Guayaquil | 3   | 6 | 0 | 3 | 3 | 5  | 9  | -4 |

|                        | COL | DCO | LDU | BSC |
| ---------------------- | --- | --- | --- | --- |
| Colo-Colo              | –   | 3–0 | 2–0 | 3–1 |
| Deportes Concepción    | 0–0 | –   | 3–0 | 1–0 |
| LDU Quito              | 0–0 | 4–0 | –   | 0–0 |
| Barcelona de Guayaquil | 2–2 | 2–2 | 0–1 | –   |

Olimpia não contestou a primeira fase sendo o campeão da Copa Libertadores da América de 1990 começou a participar na edição de 1991, a partir da segunda rodada.

### Fase final
| Adversário    | Local | Placar |
| ------------- | ----- | ------ |
| Universitario | Fora  | 0–0    |
| Universitario | Casa  | 2–1    |
| Nacional      | Casa  | 4–0    |
| Nacional      | Fora  | 0-2    |
| Boca Juniors  | Fora  | 0-1    |
| Boca Juniors  | Casa  | 3–1    |

| Adversário          | Local | Placar |
| ------------------- | ----- | ------ |
| Atlético Colegiales | Casa  | 1–1    |
| Atlético Colegiales | Fora  | 2–1    |
| Cerro Porteño       | Fora  | 0–1    |
| Cerro Porteño       | Casa  | 3–0    |
| Atlético Nacional   | Fora  | 0-0    |
| Atlético Nacional   | Casa  | 1–0    |

## Detalhes

### Jogo de ida
| 29 de maio    | Olimpia | 0 – 0 | Colo-Colo | Estádio Defensores del Chaco, Asunción       |
| 21:45 (UTC-3) |         |       |           | Público: 48,000 Árbitro: URU Ernesto Filippi |

| Olimpia | Colo-Colo |

| OLIMPIA:     |    |                   |  |     |
|              |    |                   |  |     |
| GK           | 12 | Jorge Battaglia   |  |     |
| DF           | 2  | Virginio Cáceres  |  | 80' |
| DF           | 5  | Remigio Fernández |  |     |
| DF           | 13 | César Castro      |  |     |
| DF           | 4  | Silvio Suárez     |  |     |
| MF           | 8  | Fermín Balbuena   |  |     |
| MF           | 6  | Jorge Guasch      |  |     |
| MF           | 10 | Luis Monzón       |  |     |
| MF           | 17 | Carlos Guirland   |  | 62' |
| FW           | 9  | Adriano Samaniego |  | 62' |
| FW           | 7  | Gabriel González  |  |     |
| Substitutes: |    |                   |  |     |
| FW           | 7  | Cristóbal Cubilla |  | 62' |
| FW           | 20 | Villalba          |  | 62' |
| Treinador:   |    |                   |  |     |
| Luis Cubilla |    |                   |  |     |

| COLO-COLO:   |    |                      |  |     |
|              |    |                      |  |     |
| GK           | 1  | Daniel Morón         |  |     |
| DF           | 3  | Lizardo Garrido      |  |     |
| DF           | 6  | Miguel Ramírez       |  |     |
| DF           | 4  | Javier Margas        |  |     |
| DF           | 5  | Eduardo Vilches      |  |     |
| MF           | 2  | Rubén Espinoza       |  |     |
| MF           | 15 | Gabriel Mendoza      |  |     |
| MF           | 13 | Juan Carlos Peralta  |  |     |
| FW           | 10 | Jaime Pizarro        |  |     |
| FW           | 7  | Marcelo Barticciotto |  |     |
| ST           | 11 | Rubén Martínez       |  | 80' |
| Substitutes: |    |                      |  |     |
|              |    |                      |  |     |
| Treinador:   |    |                      |  |     |
| Mirko Jozic  |    |                      |  |     |

| Assistant referees: Fourth official: |

### Jogo de volta
| 5 de junho    | Colo-Colo                           | 3 – 0 | Olimpia | Estádio Monumental David Arellano, Santiago de Chile |
| 20:45 (UTC-4) | Pérez 12' · Pérez 17' · Herrera 85' |       |         | Público: 66 517 Árbitro: BRA José Roberto Wright     |

| Colo-Colo | Olimpia |

| COLO-COLO:   |    |                      |  |     |
|              |    |                      |  |     |
| GK           | 1  | Daniel Morón         |  |     |
| DF           | 3  | Lizardo Garrido      |  |     |
| DF           | 6  | Miguel Ramírez       |  |     |
| DF           | 4  | Javier Margas        |  |     |
| DF           | 5  | Eduardo Vilches      |  |     |
| MF           | 2  | Rubén Espinoza       |  |     |
| MF           | 15 | Gabriel Mendoza      |  | 40' |
| MF           | 13 | Juan Carlos Peralta  |  |     |
| MF           | 10 | Jaime Pizarro        |  |     |
| ST           | 19 | Luis Pérez           |  |     |
| FW           | 7  | Marcelo Barticciotto |  |     |
| Substitutes: |    |                      |  |     |
| FW           | 21 | Leonel Herrera       |  | 40' |
| Treinador:   |    |                      |  |     |
| Mirko Jozic  |    |                      |  |     |

| OLIMPIA:     |    |                   |  |     |
|              |    |                   |  |     |
| GK           | 12 | Jorge Battaglia   |  |     |
| DF           | 22 | Mario Ramírez     |  |     |
| DF           | 5  | Remigio Fernández |  |     |
| DF           | 13 | César Castro      |  |     |
| DF           | 4  | Silvio Suárez     |  |     |
| MF           | 8  | Fermín Balbuena   |  | 76' |
| MF           | 6  | Jorge Guasch      |  |     |
| MF           | 10 | Luis Monzón       |  |     |
| MF           | 16 | Adolfo Jara Heyn  |  | 61' |
| FW           | 19 | Félix Torres      |  |     |
| FW           | 7  | Gabriel González  |  | 30' |
| Substitutes: |    |                   |  |     |
| FW           | 17 | Carlos Guirland   |  | 61' |
| FW           | 15 | Cristóbal Cubilla |  | 76' |
| Treinador:   |    |                   |  |     |
| Luis Cubilla |    |                   |  |     |

| Assistant referees: Wilson Carlos dos Santos José da Costa Fourth official: Iván Guerrero |

## Premiação
| Copa Libertadores da América de 1991 |
| ------------------------------------ |
| COLO-COLO Campeão (1º título)        |

## Ver Também
- A Batalha de Macul
- Ron - O cachorro que virou símbolo do Colo-Colo